# Ryo Kiyuna
Ryo Kiyuna (喜友名諒, nascut el 12 de juliol de 1990) és un karateka d'Okinawa. Va guanyar la medalla d'or en l'esdeveniment de kata masculí als Jocs Olímpics d'estiu de 2020 a Tòquio, Japó. També és quatre vegades medallista d'or en l'esdeveniment de kata masculí als Campionats Mundial de Karate i en dues vegades en l'esdeveniment de kata per equips masculí, al costat d'Arata Kinjo i Takuya Uemura. També ha guanyat múltiples medalles d'or tant en les proves de kata individuals com per equips als Campionats Asiàtics de Karate.

## Carrera
Al Campionat del Món de Karate de 2012 celebrat a París, va guanyar una de les medalles de bronze en la prova individual de kata masculí. L'any següent, va representar el Japó als Jocs Mundials de 2013 a Cali, i va guanyar la medalla de bronze en l'esdeveniment de kata masculí.
El 2014, al Campionat del Món de Karate celebrat a Bremen, va guanyar la medalla d'or en la prova individual de kata masculí. Al Campionat del Món de Karate de 2016 celebrat a Linz, va guanyar la medalla d'or tant en les proves de kata individuals com masculins per equips. El 2017, va guanyar la medalla d'or en l'esdeveniment de kata masculí als Jocs Mundials celebrats a Wrocław. A la final, va guanyar l'espanyol Damián Quintero.
Al Campionat Asiàtic de Karate del 2018 celebrat a Amman, va guanyar la medalla d'or a l'esdeveniment de kata masculí. Un mes després, va guanyar la medalla d'or en l'esdeveniment de kata masculí als Jocs Asiàtics de 2018 celebrats a Jakarta. A la final, va derrotar Wang Yi-ta de Taiwan. El 2019, als Campionats Asiàtics de Karate celebrats a Tashkent, va guanyar la medalla d'or tant en els esdeveniments de kata individuals masculins com en els kata per equips masculins.
Kiyuna va representar el Japó als Jocs Olímpics d'estiu de 2020 a Tòquio, Japó. Va guanyar la medalla d'or en l'esdeveniment de kata masculí, convertint-se en el primer medallista d'or del Japó d'Okinawa. A la final, va derrotar a Damián Quintero d'Espanya. També va ser el abanderat del Japó durant la cerimònia de clausura. Uns mesos després dels Jocs Olímpics, va guanyar la medalla d'or en l'esdeveniment de kata masculí al Campionat Mundial de Karate 2021 celebrat a Dubai. El desembre de 2021, va guanyar la medalla d'or en les proves de kata individuals i masculins per equips als Campionats Asiàtics de Karate celebrats a Almati.